# Mateu Alemany
Mateu Alemany Font (sinh 24 tháng 2 năm 1963) là một luật sư người Tây Ban Nha, đang làm giám đốc thể thao của FC Barcelona. Ông từng làm chủ tịch của R.C.D. Mallorca 2 lần; lần đầu tiên là từ 2000 đến 2005; lần thứ hai là từ 2009 đến 2010. Ông là tổng giám đốc của Valencia CF trong hơn hai năm từ 2017 đến 2019.

## Sự nghiệp
Năm 1990, chủ tịch của Mallorca, Miquel Contestí, đề nghị ông làm trợ lý cho ban lãnh đạo câu lạc bộ. Ông trở thành giám đốc điều hành câu lạc bộ và có những thay đổi quan trọng cho câu lạc bộ, như việc Bartolomé Beltrán trở thành chủ tịch. 
Khi Florentino Pérez giành chiến thắng trong cuộc bầu cử chủ tịch của Real Madrid vào năm 2000, ông đã được đề nghị làm tổng giám đốc của câu lạc bộ, nhưng ông đã từ chối. Để giữ Alemany ở lại câu lạc bộ, chủ tịch của Real Mallorca lúc bấy giờ là Guillem Reynés đã trao quyền chủ tịch câu lạc bộ cho anh. Với tư cách là chủ tịch, Mateu Alemany đã cùng đội đạt được chức vô địch Copa del Rey năm 2003, sau khi giành chiến thắng trước Recreativo de Huelva. Năm 2005, ông rời ghế chủ tịch câu lạc bộ sau một mùa giải thất bại.
Năm 2007, ông đã thất bại trong việc ứng cử cho chức chủ tịch của Liên đoàn bóng đá Hoàng gia Tây Ban Nha.
Ngày 27 tháng 3 năm 2017, ông được bổ nhiệm làm tổng giám đốc của Valencia CF. Vào ngày 7 tháng 11 năm 2019, ông bị bãi nhiệm, gây ra một cuộc tranh cãi lớn giữa những người hâm mộ của câu lạc bộ.
Ngày 26 tháng 3 năm 2021, ông đảm nhận vị trí giám đốc thể thao của FC Barcelona sau khi Joan Laporta trở thành chủ tịch.